# Terrierek

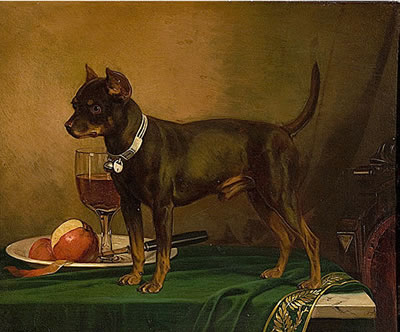
1875-ben megfestett kis angol terrier

A terrierek vadászkutyák, melynek fajtáit a föld alatt rejtőző állatok elfogására tenyésztették ki. A terrier szó jelentése is ehhez kapcsolódik, hiszen a latin föld elnevezésből származik. Általában ezekkel a kutyákkal borzra, rókára, nyúlra szoktak vadászni. Jó kotorékebek és a fajták többsége akár patkány, egér és egyéb rágcsálók irtására is alkalmazhatóak. Napjainkra egyre elterjedtebb, hogy a terrierek egyes fajtáit hobbikutyának tenyésztik. 

## Általános jellemzőik
A terrierek közös jellemzője a harciasság, a bátorság és a szívósság. Megjelenésük jól fejlett izomzat, kemény állkapocs, erős ágyék, sima, félhosszú és általában durva szőrzet, rendszerint rövid farok, melyet több fajtánál csonkítanak is.

## Nagy és közepes méretű terrierek
- Airedale terrier
- Bedlington terrier
- Border terrier
- Brazil terrier
- Foxterrier
  - Simaszőrű foxterrier
  - Drótszőrű foxterrier
- Glen of Imaal terrier
- Ír terrier
- Kerry blue terrier
- Lakeland terrier
- Manchester terrier
- Német vadászterrier
- Patterdale terrier
- Soft coated wheaten terrier
- Welsh terrier
- Orosz-fekete terrier

## Kis méretű terrierek
- Ausztrál terrier
- Cairn terrier
- Dandie Dinmont-terrier
- Jack Russell terrier
- Japán terrier
- Norfolk terrier
- Norwich terrier
- Sealyham terrier
- Skót terrier
- Skye terrier
- West highland white terrier
- Cseh terrier
- Amerikai meztelen terrier

## Bull típusú terrierek
- Amerikai staffordshire terrier
- Bullterrier
- Staffordshire bullterrier
- Amerikai pitbull terrier
- Boston terrier

## Apró méretű terrierek
- Kis angol terrier
- Ausztrál selyemszőrű terrier
- Yorkshire terrier